# Grønnæbbet malkoha
Grønnæbbet malkoha (latin: Phaenicophaeus tristis) er en gøgefugl, der lever i det sydøstlige Asien.